# Ellen Key
Ellen Karolina Sofia Key (11 décembre 1849 – 25 avril 1926) est une philosophe, écrivaine, féministe et pédagogue suédoise renommée pour ses écrits sur la famille, l’éthique et l’éducation. À son époque, elle compte parmi les personnalités intellectuelles les plus influentes, tant en Europe qu'aux États-Unis.
Elle a développé une approche progressiste sur le rôle des femmes et sur la pédagogie. Son engagement comme suffragette a influencé les législations sociales dans plusieurs pays. Sa pensée a aussi influencé la politique et les institutions concernant les enfants en Suède et dans d'autres pays du monde. Son ouvrage Le siècle de l'enfant, paru au seuil du XXe siècle, est l'un de ses principaux écrits et il a eu un grand succès dans plusieurs pays. Elle était également socialiste et pacifiste.

## Biographie

### Enfance et formation initiale
Ellen Key naît le 11 décembre 1849 dans le manoir de Sundsholm,, à Västervik, dans le Småland, en Suède,. Ses parents sont Emil Key (1822-1892) — propriétaire terrien et personnalité politique, — et Sophie Key. Elle a plusieurs frères. L'éducation dans le foyer familial est stricte, voire dure surtout concernant les garçons ; le père, Emil Key, ne sait en effet pas ce que peut être une éducation autre et il utilise parfois des châtiments corporels, ce qui est une pratique dans certaines familles à l'époque. Toutefois, selon Ellen Key dans son ouvrage Souvenirs d’Emil Key, I-III (1915) : « le résultat était prévisible : non pas l’intimité mais la  peur ; cela colorait les relations avec les parents — l’amertume grandissait et de fausses confessions étaient arrachées ». Par ailleurs, sur le plan politique, Emil Key est en faveur du libéralisme et du radicalisme.

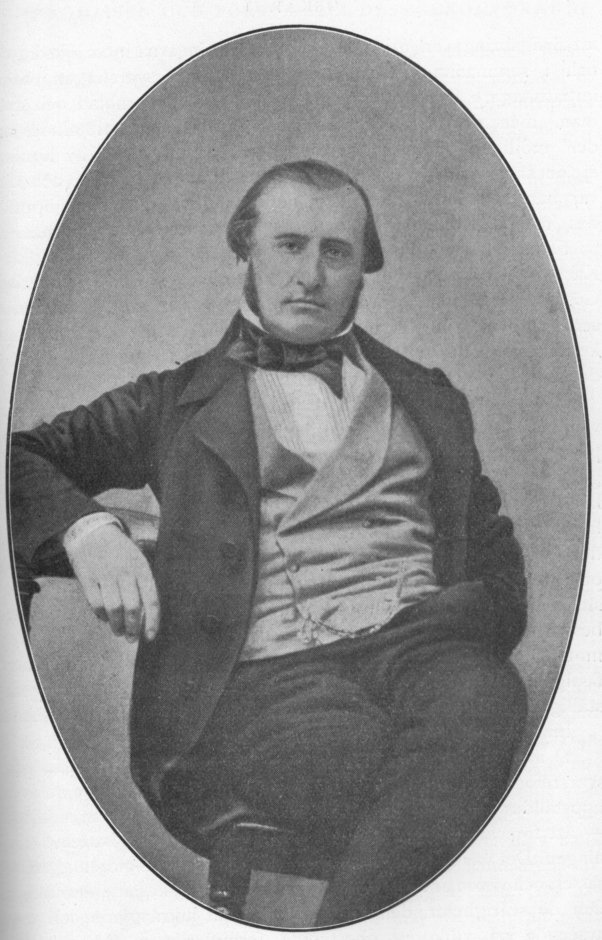
Emil Key, le père d'Ellen Key.

Ellen Key grandit au domicile de sa famille ; elle est d'abord gardée par sa mère,, puis par des gouvernantes étrangères (l'une Allemande, l'autre Française). Enfant, elle lit Goethe. Elle suit ensuite des cours dans une école privée de Stockholm notamment entre 1865 et 1866. Sur les trimestres d'hiver de 1868 à 1872, elle fréquente l'école pour femmes adultes Jenny Rossander ; en parallèle, ces années-là, elle sert de secrétaire à son père. Elle a par ailleurs étudié seule pendant longtemps. Elle a donc davantage suivi une éducation et une instruction « non formelles » que celles d'une école institutionnalisée, ce qui peut avoir nourri ses réflexions sur l'éducation dont l'importance de l'éducation libre en vue de l'épanouissement de l'individu, selon Thorbjörn Lengborn.
Sur le plan religieux, Ellen Key a reçu une éducation chrétienne dans l'enfance, et en 1865-1866, elle se prépare à la confirmation ; toutefois, au fil des années, elle s'éloigne de la religion et finit par s'en défaire complètement. Sur le plan des idées, la théorie de l'évolution de Charles Darwin prend alors beaucoup d'importance pour elle.
Alors qu'elle a vingt ans, secrétaire de son père, elle suit celui-ci à Stockholm, alors que celui-ci devient directeur du journal suédois Aftonbladet. Du fait du travail et des relations de son père, Ellen Key rencontre plusieurs personnalités politiques du pays, puis voyage avec lui en Europe.
Au début des années 1880, la famille doit déménager à Stockholm en raison de difficultés financières ; Ellen Key était très attachée au manoir et à ses environs et elle en est attristée.

### Carrière
Jeune, Ellen Key avait pour ambition dans son existence de créer une « école populaire pour les adultes femmes » ; mais elle ne pourra pas réaliser ce projet. À la suite des difficultés financières de sa famille et du déménagement à Stockholm, en 1880, elle devient enseignante dans une école privée pour jeunes filles dans cette ville,. Entre 1883 et 1903, elle travaille à l'Institut des travailleurs de Stockholm, fondé par le docteur Nyström, pour y donner des cours en histoire, littérature, art et courants d'idées contemporains, ; ceci lui permet de gagner de l'argent tout en correspondant à son projet d'éducation populaire.

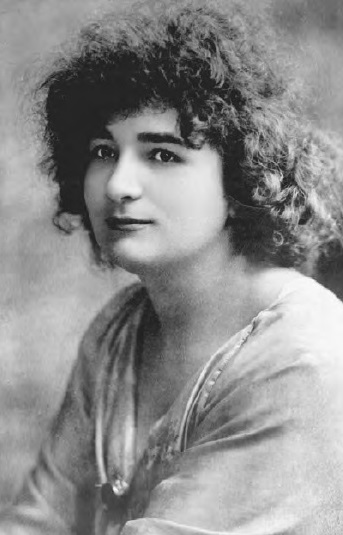
Ellen Key dans les années 1880.

En parallèle, Ellen Key devient écrivaine et publie aussi des essais, des articles et des critiques, dans différents domaines : éducation, littérature, art, paix, politique, vote des femmes, mariage, religion. Ses travaux sur le féminisme mais aussi l'éducation des enfants sont remarqués dès 1870 ; elle donne une place très importante au développement de l'individu et au respect de chacun. Elle écrit en suédois, mais aussi en anglais et en allemand.
En 1879, Ellen Key, très intéressée par la théorie de l'évolution, se met à étudier les travaux de Darwin, Spencer et Huxley ; elle rencontre ce dernier ainsi qu'Ernst Haeckel (1834-1919) à Londres cette même année. Ceci aura aussi une influence sur sa pensée concernant l'éducation.
Sur le plan politique, la pensée d'Ellen Key, républicaine qui avait grandi dans un milieu favorable au libéralisme politique, est marquée par le radicalisme dans la décennie 1870 ; durant la décennie suivante, nourri par des lectures dont celles des positivistes, ce radicalisme s'accroît tandis que se modifient ses conceptions religieuses et celles liées à la vie en société. Dans la décennie suivante, elle s'intéresse au socialisme et ses idées s'en rapprochent progressivement.
En matière d'éducation, les écrits de Rousseau (1712-1778), Goethe (1749-1832), Nietzsche (1844-1900), Comte (1798-1857), John Stuart Mill et Herbert Spencer (1820-1903) ont une importance particulière pour Ellen Key.
Après 1903, Ellen Key quitte le métier d'enseignant ; l'argent qu'elle reçoit avec ses œuvres lui permet de ne vivre que de celles-ci. Cette même année, elle commence des tournées de conférences à l'étranger, en particulier en Allemagne, mais aussi notamment en Finlande, France et Italie.
Par ailleurs, Ellen Key a eu de nombreux échanges par correspondance, certaines avec d'autres auteurs qui ont aussi eu de l'influence sur sa pensée. Ces échanges ont notamment été très nombreux entre le début de ses tournées de conférences et sa mort. Elle a aussi influencé le poète Rainer Maria Rilke, l'écrivain Stefan Sweig, la femme de lettres Lou Andraes-Salomé, Mamah Bouton Borthwick (qui a été sa traductrice, mais de l'allemand à l'anglais pour les États-Unis) et le compagnon de celle-ci, l'architecte américain Frank Lloyd Wright.

### Mort
Ellen Key meurt le 25 avril 1926, à Alvastra en Suède.

## Parcours littéraire

Tableau Vänner (Friends) d'Hanna Hirsch-Pauli, 1900, exposé au Nationalmuseum de Suède. Parmi le cercle d'amis des Pauli, Ellen Key lit dans la lumière.

Ellen Key commence la rédaction de ses premiers essais littéraires au milieu des années 1870. Elle acquiert la reconnaissance du grand public avec le pamphlet On Freedom of Speech and Publishing (« De la liberté de parole et d'édition », 1889). Elle et ses livres deviennent rapidement l’objet de vives discussions. Ses travaux suivants développent son point de vue sur l’éducation, la liberté et le développement de l’individu.
Parmi les œuvres les plus importantes d'Ellen Key, se trouvent notamment celles concernant l'éducation. Mathilde Parmentier indique que les ouvrages Les lignes de la vie, Le siècle de l'enfant et L'amour et le mariage sont des recueils des essais et articles précédents de leur auteure.

## Engagements envers les femmes et féminisme
Féministe, Ellen Key a de nombreux engagements envers les femmes et s'adresse beaucoup à celles-ci.

## Réflexions concernant l'éducation
Au cours de ses voyages en Europe, Ellen Key visite de nombreux « asiles » pour enfants abandonnés. Elle est choquée par la brutalité qui y règne. Elle entame une réflexion dans laquelle elle s'interroge sur la manière de concilier liberté de l'enfant et intérêt collectif. En 1899, elle publie Le siècle de l'enfant, dans lequel elle affirme que le XXe siècle sera celui de l'émancipation des enfants. Cet ouvrage, qui peut être considéré comme son œuvre principale,,, paraîtra en treize langues.

« C'est ainsi qu'un jour vint me trouver Ellen Key, cette admirable Suédoise qui, avec une audace sans égale à cette époque de résistance bornée, combattit pour l'émancipation de la femme et qui, dans son livre, Le Siècle de l'enfant, avait jeté son avertissement longtemps avant Freud en révélant combien sont vulnérables les jeunes âmes »

— Le monde d'hier, Stefan Zweig
Selon Gunilla Hallerstedt en 2000, l'ouvrage Le siècle de l'enfant, paru à l'aube du XXe siècle, reçoit alors un grand accueil en Suède et à l'étranger, répondant « aux besoins de l’époque de visions d’avenir et de nouvelles solutions à des problèmes aigus dans la société ». La société connaît à cette période des difficultés et elle est traversée de discussions à propos des femmes et des enfants, notamment les enfants pauvres. Concernant ces derniers, se posent notamment des questions autour de la mendicité et du travail, de l'éducation et l'apprentissage, des comportements définis comme « mauvais » et de la délinquance ; la question de la place des enfants nés en dehors du mariage est également discutée.
Gunilla Hallerstedt indique qu'Ellen Key avait au sujet de l'éducation des enfants une idée qui ressemble à celle du philosophe Jean-Jacques Rousseau (1712-1778) sur plusieurs points. Ainsi, elle suppose que l'enfant pourra devenir un adulte particulier doué d'altruisme et de créativité s'il est libéré du « dressage, des contraintes et punitions des adultes » tout en profitant s'un cadre d'autorité doux si besoin. Dans cette idée, la famille est l'entité pouvant délivrer cette bonté dans l'autorité, et notamment les femmes de celle-ci. Gunilla Hallerstedt dit d'Ellen Key qu'elle est « féministe essentialiste et « mère de la société » ».
Ellen Key met en avant l'importance de « la liberté personnelle et [le] développement indépendant de l'individu, tout en faisant remarquer en même temps qu’il importe de prendre en compte l’intérêt d’autrui », selon Thorbjörn Lengborn. Elle ajoute l'idée de la beauté et l'art comme moyens d'élévation de l'humanité sur les plans moraux et éducatifs dans « La beauté pour tous » (1899) et Une éducation populaire privilégiant le développement du sens esthétique (1906).

## Œuvres
Ellen Key a écrit plus de quarante ouvrages, ainsi que plusieurs centaines d'essais et articles publiés dans des journaux.

### Sélection d'ouvrages
Certains des ouvrages d'Ellen Key ont été traduits dans plusieurs langues,.
- Individualism och socialism. Några tankar om de få och de många, Stockholm, 1896[3] ; ouvrage publié en français sous le titre Individualisme et Socialisme[3].
- Bildning. Några synpunkter (« Éducation »), Stockholm, 1897[3].
- Tankebilder, I-II (« Images de la réflexion »), 1898[3].
- Människor (« Les êtres humains »), 1899[3].
- Skönhet för alla (« La beauté pour tous »), 1899[3] ; ouvrage paru sous le titre Beauty in the Home aux États-Unis en 1913[1].
- Barnets århundrade, I et II, Stockholm, 1900[3] ; ouvrage publié en anglais sous le titre The Century of the Child en 1909[4], et en français sous le titre Le siècle de l'enfant, Paris, 1910[3].
- Lifslinjer, I-III (« Lignes de vie » ou « Les lignes de la vie »[7], ou « Main courante »[3]), Stockholm, 1903-1906[3].
- De l'amour et du mariage (préface de Gabriel Monod[11]), Paris, 1906[2],[3] ou 1907[11].
- Folkbildningsarbetet  särskildt  med  hänsyn  till  skönhetssinnets  odling (« Une éducation populaire privilégiant le développement du sens esthétique »), Stockholm, 1906[3].
- L'individualisme (images idéales), traduit du suédois par Jacques de Coussange, préface de Pierre de Quirielle, 1910[2],[5].
- (en) Love and Ethics. New York, 1911[3].
- Lignes de vie : autobiographie, 1911-1925.
- (en) The Woman Movement. New York, 1912[3].
- (en) The Renaissance of Motherhood. New York ; Londres, 1914[3].
- La neutralité des esprits, 1916[3].
- Minnen av och om Emil Key, I-III (« Souvenirs d’Emil Key »). Stockholm, 1915, 1926, 1917[3].

### Sélection d'articles et d'essais parus dans des revues
- « Om småbarnslärarinnor för hem och skola » (« Des enseignants pour les petits à la maison et à l’école »), dans Tidskrift för hemmet, 1876[3] ; il est possible que ce soit le premier article d'Ellen Key à propos de l'éducation[3].
- « Böckerna mot läseböckerna » (« Des livres ou des manuels »), dans Verdandi, 1884 ; il s'agit du premier essai d'Ellen Key sur l'éducation ayant atteint un public assez large[3].
- « Ett uttalande i samskolefråga » (« Ce qu’il faut penser de l’école mixte »), dans Verdandi, 1888[3].
- « Själamorden i skolorna » (« On tue l’esprit dans les écoles »), dans Verdandi, 1891[3].

## Controverses
Les idées libérales et radicales d'Ellen Key concernant plusieurs aspects de la vie politique et culturelle ont déclenché des controverses à son époque, notamment celles concernant l'amour et le mariage.

## Reconnaissance, influences et postérité
Ellen Key a eu une reconnaissance du fait de ses ouvrages concernant l'éthique, la famille et l'éducation. Son engagement notamment en faveur des enfants influencera plusieurs réformes sociales en faveur de ceux-ci, dans des pays autres que la Suède. Son ouvrage Le siècle de l'enfant connaît dès sa parution un grand succès international. Elle fait partie des quelques écrivains de Suède qui ont eu une renommée internationale en écrivant à propos de l'éducation.
Cette auteure a eu un impact important sur plusieurs sociétés au cours du XXe siècle, notamment celle de Suède. En ce qui concerne ce pays, l'influence d'Ellen Key a joué sur la structuration et l'organisation des institutions dédiées à l'éducation et la protection des enfants et adolescents. Dès 1920, un débat nourri des idées de Key et d'autres penseurs qui a permis la définition de quatre principes fondamentaux à propos de la protection des enfants en Suède : l'école doit prendre en compte, outre la pédagogie, des éléments de connaissance de la psyché des enfants, notamment pour prendre en compte d'éventuelles difficultés liées ; une protection médico-sociale tournée vers les enfants, comprenant leurs mères est instituée ; l'enfance et la jeunesse ont une protection sociale dédiée ; la protection psychique de l'enfant et de l'adolescent est importante (avec la prévention de la délinquance comme l'un de ses objectifs). Ceci se met en place au cours du XXe siècle dans ce pays. Selon Gunilla Hallerstedt en 2000, ceci a certainement bénéficié à l'ensemble de la population suédoise pour toute sa vie, mais avec toutefois une limite marquée par une moindre part de pouvoir des parents sur l'enfant, qui revient davantage aux autorités locales ou du pays, étant donné que la société prend davantage part à la protection et l'éducation des enfants. Les idées d'Ellen Key ont influencé la pensée concernant la protection et l'éducation des enfants, mais d'autres idées, dont celles sociales-démocrates suédoises, ont aussi joué un rôle dans ces évolutions.

## Hommages
- Un parc de Stockholm porte le nom d'Ellen Key.
- La statue en bronze Ellen Key de l'artiste Sigrid Fridman (1879-1963) est placée depuis 1953 dans le parc Ellen Keys Park à Stockholm.